# Tyrell Terry
Tyrell Nate Terry (Minneapolis, 28 settembre 2000) è un cestista statunitense.

## Carriera

### High school
Terry ha giocato a basket per la DeLaSalle High School di Minneapolis, Minnesota. Da matricola, ha aiutato la sua squadra a vincere il campionato statale di Classe 3A e a diventare la prima squadra nella storia del Minnesota a conquistare cinque titoli consecutivi. Terry ha anche portato DeLaSalle ai titoli di stato 3A come studente del secondo anno e senior. Nella sua stagione da senior, è stato nominato finalista per il Minnesota Mr. Basketball Award.

### College
Il 6 novembre 2019, Terry ha fatto il suo debutto per Stanford, registrando 14 punti, quattro rimbalzi e quattro assist in una vittoria per 73-62 su Montana. Il 21 novembre ha fatto registrare la sua prima doppia-doppia in carriera con 21 punti e 10 rimbalzi nella vittoria per 81–50 su William & Mary. Nella partita seguente ha messo a referto un'altra doppia-doppia, con 20 punti e 11 rimbalzi nella vittoria 73-54 su Oklahoma. Il 13 gennaio 2020, è stato nominato matricola della settimana della Pac-12 Conference dopo aver ottenuto una media di 16,5 punti, 7,5 rimbalzi e 4,5 assist a partita nelle vittorie su Washington e Washington State. Il 26 febbraio, Terry ha segnato un record di 27 punti con sette tiri da tre punti per guidare la sua squadra alla vittoria contro Utah, 70-62. Questa performance, insieme a una prestazione da 12 punti, necessari a battere Colorado, lo ha aiutato a guadagnare il premio Pac-12 Freshman of The Week. Alla fine della stagione regolare, Terry è stato selezionato per il Pac-12 All-Freshman Team e All-Pac-12. Da matricola ha segnato una media di 14,7 punti, 4,5 rimbalzi, 3,2 assist e 1,4 palle recuperate a partita. La sua precisione di tiro, con una percentuale del 40,8% tre punti e dell'89,1% ai tiri liberi lo ha aiutato a ottenere l'attenzione come potenziale scelta del Draft NBA 2020. Dopo la stagione, Terry ha dichiarato la sua eleggibilità per il Draft NBA 2020.

### NBA

#### Dallas Mavericks (2020-2021)
Il 18 novembre 2020, al Draft NBA 2020, viene scelto con la 31ª chiamata dai Dallas Mavericks.

### Ritiro e ritorno sui campi
Il 15 dicembre 2022 annunciava il suo ritiro dal basket giocato per problemi psicologici. Il 3 agosto 2024, viene annunciato un accordo coi francesi del Limoges CSP.

## Palmarès
- Pac-12 All-Freshman Team (2020)

## Statistiche

### NCAA
| Anno    | Squadra           | PG | PT | MP   | TC%  | 3P%  | TL%  | RP  | AP  | PRP | SP  | PP   |
| ------- | ----------------- | -- | -- | ---- | ---- | ---- | ---- | --- | --- | --- | --- | ---- |
| 2019-20 | Stanford Cardinal | 31 | 31 | 32,6 | 44,1 | 40,8 | 89,1 | 4,5 | 3,2 | 1,4 | 0,1 | 14,6 |